# Analfabada
Analfabada es el quinto trabajo del grupo de punk rock español Mamá Ladilla. Se publicó en el año 2002 por el sello BKT, y fue distribuido por Locomotive Music.

## Lista de canciones
1. Cosas que joden
2. Permanentemente pendiente
3. Nada más lejos
4. Hoy
5. Risión cumplida
6. Persiguiendo al futuro
7. Difamando en el mercado
8. Los mundos de yupi
9. Gato y ratón
10. Blandurrias
11. Piruletas
12. Pablito clavó un clavito
13. Con todo lo que yo he hecho por ti
14. No para ti
15. Perdido idiota
16. En el vergel del Edén

## Créditos
- Juan Abarca — guitarra y voz
- Llors Merino — bajo y coros
- Ferro — batería